# Slowakei beim Eurovision Young Musicians
Übertragende Rundfunkanstalt

Erste Teilnahme
1998
Bisher letzte Teilnahme
1998
Anzahl der Teilnahmen
1
Höchste Platzierung
k. A.
Dieser Artikel befasst sich mit der Geschichte der Slowakei als Teilnehmer des Wettbewerbs Eurovision Young Musicians.

## Regelmäßigkeit der Teilnahme und Erfolg im Wettbewerb
Die Slowakei nahm 1998 zum ersten und einzigen am Wettbewerb teil. Man konnte, vertreten durch den Cellisten Michal Stahel, sich direkt für das Finale qualifizieren, wobei man eine Platzierung unter den besten drei verpasste. Bei der darauffolgenden Austragung zwei Jahre später zog sich der zuständige Sender Rozhlas a televízia Slovenska (RTVS) vom Wettbewerb zurück und hat seitdem auch keine Rückkehr mehr zum Wettbewerb angestrebt. Zuletzt sagte man 2020 ohne eine nähere Angabe von Gründen ab.
Am 21. Juni 2024 wurde bekannt gegeben, dass die slowakische Regierung den Sender Rozhlas televízia Slovenska (RTVS) am 1. Juli schließen und durch einen neuen Sender mit dem Namen STVR ersetzt werden. Eine Rückkehr der Slowakei ist somit unwahrscheinlich, da unter anderem auch nicht klar ist ob STVR die EBU-Mitgliedschaft von RTVS übernehmen kann oder ob STVR erst der EBU beitreten muss.

## Liste der Beiträge
Farblegende: – 1. Platz. – 2. Platz. – 3. Platz. – ausgeschieden im Halbfinale/in der Qualifikation. – keine Teilnahme/nicht qualifiziert.
| Jahr                                                        | Interpret                | Instrument               | Stücke                                                          | Platz Finale             | Platz Halbfinale         | Nationale Vorentscheidung |
| ----------------------------------------------------------- | ------------------------ | ------------------------ | --------------------------------------------------------------- | ------------------------ | ------------------------ | ------------------------- |
| 1998                                                        | Michal Stahel            | Cello                    | Concerto for Violoncello and Orchestra, adagio von Edward Elgar | k. A / 7                 | k. A. / 14               |                           |
| 2000 2002 2004 2006 2008 2010 2012 2014 2016 2020 2022 2024 | Auf Teilnahme verzichtet | Auf Teilnahme verzichtet | Auf Teilnahme verzichtet                                        | Auf Teilnahme verzichtet | Auf Teilnahme verzichtet | Auf Teilnahme verzichtet  |